# Scott Holmquist

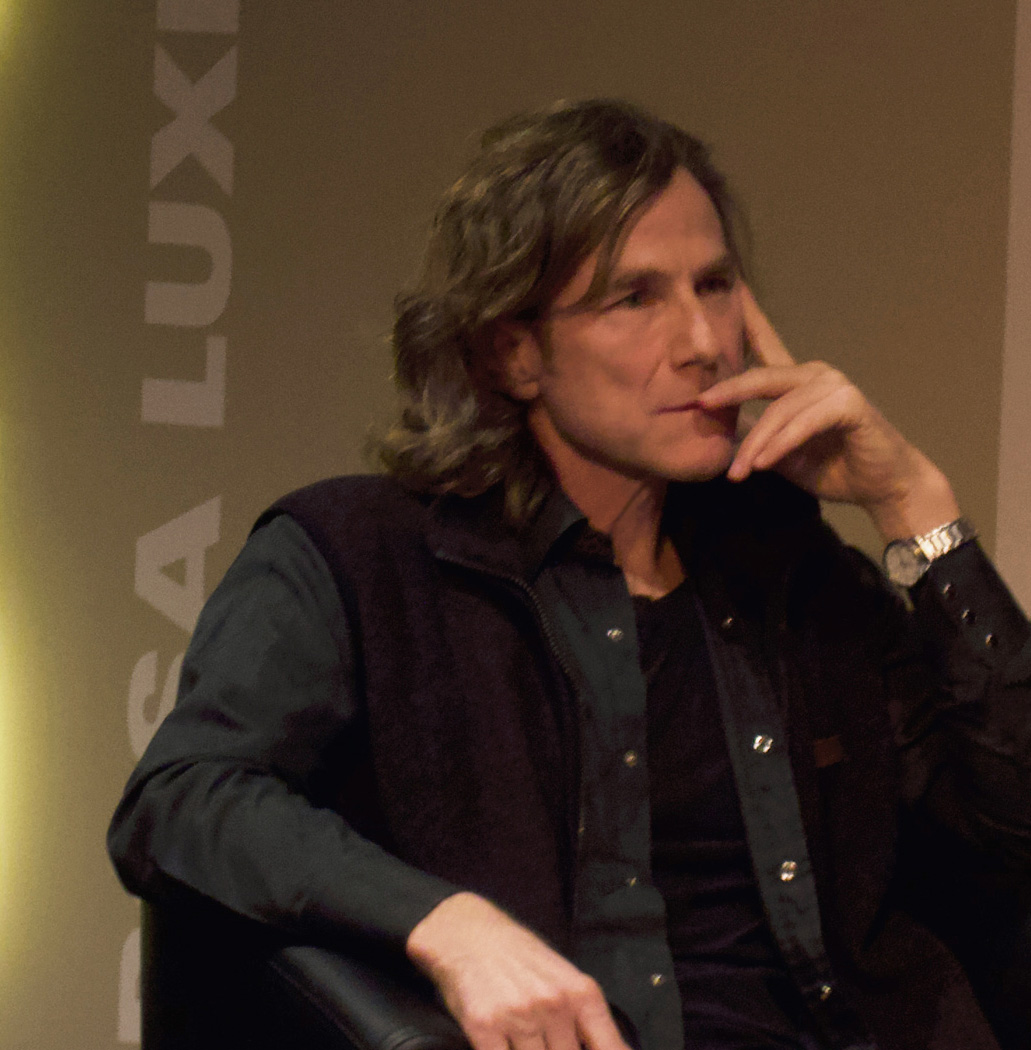
Scott Holmquist auf einer Podiumsdiskussion der Rosa-Luxemburg-Stiftung in Berlin, 2018

Scott Holmquist (geboren in Minneapolis) ist ein amerikanisch-französischer Konzeptkünstler. Seine Arbeiten umfassen die Produktion von Kunstbüchern, Installationen und den Aufbau von Spezialarchiven. Er arbeitet zu nonkonformen Bewegungen in Schweden, Kalifornien und Deutschland. Bekannt wurde er insbesondere durch seine Arbeiten zu Drogenverkäufern in Berliner Parks und Marihuana-Bauern in Nordkalifornien.

## Leben
Holmquist wuchs in Minnesota auf, wo er erst als Betonarbeiter gearbeitet hat.

## Studium
Holmquist studierte Sozialökonomie an der Universität Göteborg, in dessen Rahmen er sich mit den Löntagarfonderna (Mitarbeiterfonds) beschäftigte und Sozialtheorie an der University of California, Berkeley. Zudem arbeitete er als Wissenschaftlicher Mitarbeiter am Institute for Policy Studies in Washington, D.C.

## Werk
Holmquists künstlerische Arbeit erlangte mediale und institutionelle Aufmerksamkeit. Nach seinen Forschungen zur schwedischen Subkultur Raggare folgten Einladungen zu Vorträgen des Nordiska Museet in Stockholm. Die Washington Post hat in Peace.Love.Insurgency seine Arbeit so beschrieben: „politisch und dennoch phantasievoll“.
Über Holmquists Einzelausstellung „Die dritte Mauer und der letzte Held“ im Friedrichshain-Kreuzberg Museum schrieb Lothar Müller 2014 in der Süddeutschen Zeitung: „[…Holmquist hat] den Aufstand der Marihuanabauern in Nord Kalifornien gegen die US-Regierung in Form von Kunstbüchern monumentalisiert, überquerte dann den Atlantik, um in den revolutionären Geist von Kreuzberg einzutauchen.“
Artnet berichtete 2016, dass Holmquists Petition „…[ein] Denkmal für afrikanische Drogenverkäufer in einem Berliner Park im Bezirk Friedrichshain-Kreuzberg zu errichten […] politische Unterstützung von der Piratenpartei Deutschland erhielt.“ Medien verschiedener Länder berichteten über diese künstlerische Intervention. 2017 und 2018 sorgte Holmquists Ausstellung „Andere Heimaten – Herkunft und Migrationsrouten von Drogenverkäufen in Berliner Parks“, unterstützt von der Rosa-Luxemburg-Stiftung, deutschlandweit für Empörung, erhielt aber auch Unterstützung.
Der Versuch der CDU Berlin im Oktober 2017, die Ausstellung durch ein initiiertes Verfahren in der Bezirksversammlung für das Kreuzberg Museum zu verbieten, wurde durch Abgeordnete der Grünen und der Linken verhindert.
Am 27. Oktober 2020 wurde im Görlitzer Park, Berlin, in einer 24-Stunden-Kunstaktion eine Statue von Scott Holmquist, „LAST HERO“ (Letzter Held), aufgestellt. Die Kunstaktion war ein „sit-in“ solidarisch mit den Dealer. „Es geht darum, wie die Reaktionen auf Park-Drogendealer Ängste, Versuchungen und Wünsche kristallisieren und gleichzeitig die Grenzen von Kontrolle und Solidarität verschieben“ sagt der Künstler.
In der Frankfurter Allgemeinen Zeitung vom 16. Juli 2020, hat der Kulturkritiker Andreas Kilb Holmquists Arbeit „LAST HERO“ mit Burhan Qurbanis Filmadaption von Alfred Döblins Roman Berlin Alexanderplatz verglichen.

## Künstlerbücher und Publikationen (Auswahl)
- Low Tide – object index draft 2 (2014)
- BGzSReb und BuUmZoG Jahre 2090 (Bundesgesetzes zum Schutz und zur Förderung der Tradition und Kultur der Rebellion (BGzSReb) und dem Bundesumzonungsgesetz (BuUmZoG)) (2013)
- Hippies & Weed Portable Insurgent, “chronic freedom series,” book – sound-images broadsheet (2013)
- chronic freedom, “chronic freedom series” (2010)
- Hot Cars and Cool Media: The Swedish Raggare Subculture, In: The Global Village: Dead or Alive? ed. Ray Brown and Marshall Fishwick (1999, Bowling Green State University Popular Press)
- Pope in transit; dictator “in transition”. These Times, (29. April 1987)
- Vital Resources: An Annotated Bibliography in Community Economic Development, Community Information Exchange, National Urban Coalition and Institute for Policy Studies (1987)